# Rhabdomastix tatrica
Rhabdomastix tatrica är en tvåvingeart som beskrevs av Jaroslav Stary 2003. Rhabdomastix tatrica ingår i släktet Rhabdomastix och familjen småharkrankar.
Artens utbredningsområde är Slovakien. Inga underarter finns listade i Catalogue of Life.